# Ming Xi
Ming Xi, pseudonimo di Xi Mengyao (奚梦瑶) (Shanghai, 8 marzo 1989), è una modella cinese.

## Biografia
Ming Xi inizia la propria carriera nel mondo della moda come rappresentante della Cina al concorso di bellezza Elite Model Look 2009. Grazie ad un contratto con la prestigiosa Elite Model Management, l'anno successivo debutta sulle passerelle di Givenchy a Parigi Nello stesso periodo viene segnalata sia dal sito models.com nella rubrica "models to watch" che dal sito Vogue.it nella rubrica "Face to watch".
Nei periodi immediatamente successivi ottiene un contratto con la Ford Models e sfila per Matthew Williamson, Julien MacDonald, Jil Sander, Pucci, Christian Dior, Vivienne Westwood, Kenzo e John Galliano. A settembre 2010 è sulla copertina dell'edizione cinese di Vogue, fotografata da Peter Lindbergh.
Dal 2011 Ming Xi è stata scelta come testimonial di Diane von Fürstenberg. Ha inoltre lavorato nelle campagne promozionali di Givenchy, Lane Crawford e Mango ed è comparsa sulle copertine delle edizioni cinesi Madame Figaro e Marie Claire. Nel 2015 viene scelta come testimonial del profumo Flower by Kenzo.
Dal 2013 sfila per Victoria's Secret diventando la terza modella cinese a sfilare per la casa di moda dopo Liu Wen e Sui He. Partecipa all'annuale show ininterrottamente fino al 2018.

## Vita privata
Nel 2019, Ming Xi si è sposata con Mario Ho, figlio del magnate di Hong Kong-Macao Stanley Ho. Lei ha messo al mondo un figlio di nome Rolando nell'ottobre 2019.

## Agenzie
- Ford Models - New York[1]
- Elite Model Management - Milano[1], Barcellona[1], Parigi[1], Stoccolma[1], Londra[1], Copenaghen[1]
- Donna Models - Tokyo[12]
- Model Management - Amburgo[12]

## Campagne pubblicitarie
- 100% Bloomingdale's P/E (2016)
- Adidas by Stella McCartney A/I (2018)
- Aldo A/I (2013) P/E (2014)
- Barney's P/E (2011)
- Biotherm P/E (2018)
- Daniel Wellington (2017-2018)
- Diane von Fürstenberg P/E (2011)
- Diesel P/E (2014)
- Dior Beauty (2015)
- Dsquared² A/I (2013)
- Etro A/I (2018)
- Flower by Kenzo L'Elixir Fragrance (2015-2017)
- GAP Be Your Own T Campaign Summer (2012)
- ghd (2021)
- Givenchy A/I (2010)
- H&M Holiday (2011;2017)
- Hogan P/E (2013)
- Karl Lagerfeld (2015)
- Kenzo P/E (2013)
- Lane Crawford A/I (2011-2013) P/E (2013)
- La Perla P/E (2015)
- L'Oreal x Balmain (2017)
- Louis Vuitton (2019)
- MAC P/E (2017)
- Max Factor (2012-2013)
- MaxMara A/I (2012)
- MCM A/I (2015)
- Michael Kors (2016)
- Michael Kors Holiday A/I (2012)
- Michael Kors Miranda Eyewear P/E (2015)
- Nordstrom (2013)
- Ralph Lauren Denim (2012)
- River Island P/E (2013)
- Salvatore Ferragamo A/I (2016)
- Sephora (2013;2015)
- Silky Miracke (2021)
- Swarovski Winter Gardens (2015)
- The Koopler (2021)
- Vichy (2015)
- Victoria's Secret Lingerie P/E (2016) A/I (2018)

## Filmografia parziale
- Escape Plan 2 - Ritorno all'inferno (Escape Plan 2: Hades), regia di Steven C. Miller (2018)